# 福澤泰江

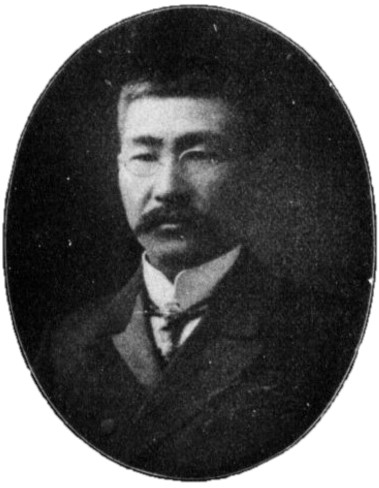
福澤泰江

福澤 泰江（ふくざわ やすえ、1871年11月12日（明治4年9月30日） - 1937年（昭和12年）7月10日）は、日本の地方政治家、篤農家。大正から昭和初期にかけて長野県赤穂村の村長を長く務め、全国町村長会の創立に関わり、後にはその会長も務め、さらには内閣調査局参与なども歴任した。

## 経歴
長野県上伊那郡赤須村生まれ。赤穂村役場に入り、若くして収入役を務めた。その後、長野県会議員を経て、1914年から1937年にかけて村長を務めた。福澤が村長として建設を主導し1922年に完成した村役場は、後には駒ヶ根市の市役所庁舎としても使用され、さらにその後に移築され、旧駒ヶ根市役所庁舎として保存公開されている。
村長就任直前の1913年に、村営電気事業計画の挫折を契機として発生した赤穂騒擾事件の経験などを踏まえ、福澤は村長として自治の拡大を求めた。中央集権的性格が強かった当時の自治制度に批判的な立場をとった福澤は、1920年の全国町村長会（全国町村会の前身）の発起人に名を連ねて創立に関わり、1929年には、その第3代会長となった。
福澤は村長として「農業と若者の教育の振興」に尽力し、1917年には、赤穂村立赤穂公民実業学校（長野県赤穂高等学校の前身のひとつ）の開設を主導した。また、村長として産業組合長を兼務していた福澤は、1933年に上伊那郡南部11カ村の産業組合の賛同を取り付け病院の建設に着手し、1934年に有限責任購買利用組合昭和病院（昭和伊南総合病院の前身）を開設した。
福澤は、自らも篤農家、大豪農と評され、地元赤穂村のほか、北海道の上士幌にも農場を所有していた。
全国町村長会会長退任後の1935年には、内閣調査局（企画院の前身）参与に任じられた。
内閣参与退任後の1937年7月10日に病没した際には、村葬が行われることとなった。

## 残されたもの
- 駒ヶ根市役所の敷地内には、胸像が建立されている。
- アナウンサーの福澤朗は子孫にあたる。

## 著作

### 単著
- 『韓国実業管見』信濃新聞、1906年。
  - 稲葉岩吉・博文館・福澤泰江 編『朝鮮社会史ノ断面・韓国写真帖・韓国実業管見・金玉均謀殺ノ顛末』（復刻版）龍溪書舎〈韓国併合史研究資料 81〉、2009年。ISBN 9784844701972。
- 『直興先生吏道訓 長男仕官に就き与へたる訓誡の書』信濃毎日新聞社、1936年。
- 『橘氏上穂小平旧記』橘氏上穂小平旧記頒布会、1936年。NDLJP:1185959。

### 編集
- 『農事調査成績』上伊那郡農会、1905年。
- 『農業組織調査会成績』上伊那郡農会、1909年。
- 『欧米自治政視察談』福沢泰江、1926年。NDLJP:920101。

## 関連文献
- 小松谷雄、福澤　泰江：地方自治のパイオニア、伊那毎日新聞社、1926年
- 「郷土歴史人物事典 長野」第一法規、1978年